# 福岡県信用組合

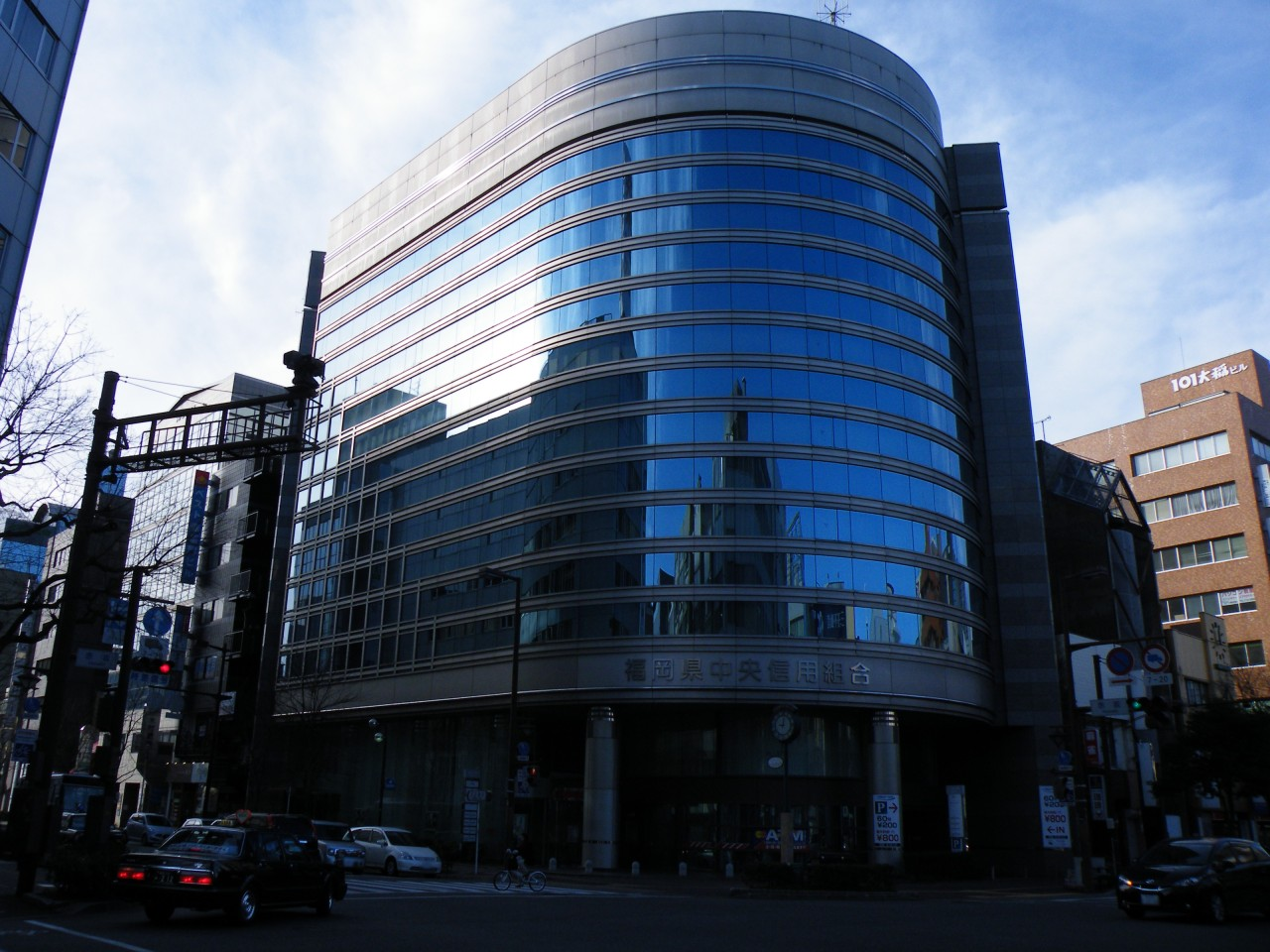
本店（福岡県中央信用組合時代のもの）

福岡県信用組合（ふくおかけんしんようくみあい）は、福岡県福岡市中央区に本部を置く信用協同組合。
福岡県に本店を置く5信用組合のうち、上位3組合にあたる福岡県中央信用組合、とびうめ信用組合、福岡県南部信用組合が2018年12月17日に合併して発足した福岡県最大の信用組合であり、九州でも預金残高で大分県信用組合に次ぐ規模である。福岡県中央信用組合を存続組合とする対等合併であり、本店・本部は福岡県中央信用組合の本店に置かれた。合併の理由については「市場環境の変化や人口減少の顕在化などから将来的な市場規模の縮小」を上げている。
ATMでは、しんくみ お得ねっと提携信用組合のカードによる出金は自組合扱いとなる。

## 沿革
- 1957年4月 宗像信用組合として設立。
- 1984年4月 ふくおか・福岡県・福岡中央・福間・前原の5信用組合と合併し、福岡県中央信用組合発足。
- 2003年1月 九大医系信用組合と合併する。
- 2018年3月福岡県南部・とびうめの2信用組合と2018年12月を目途とした合併の基本合意を発表。
- 2018年12月 3組合の合併により福岡県信用組合発足。
- 2020年1月20日 小郡東支店を小郡支店に統合する[5]。
- 2020年9月23日 春日支店を雑餉隈支店に、国分支店を久留米営業部に、津福支店を筑邦西支店に統合する[6]。
- 2020年11月24日 草野支店を善道寺支店に、南町支店を荒木支店に、山川支店を瀬高支店に統合する[7]。
- 2021年11月22日 古賀支店と和白出張所を新宮支店に統合する[8]。
- 2023年10月10日 城島支店を三潴支店に統合する[9]。

## 脚註
1. 1 2 3 4 5  “令和4年3月期ディスクロージャー”.   福岡県信用組合. 2022年10月18日閲覧。
2. 1 2  福岡の3信組が対等合併　県内1～3位 年内メド合意日本経済新聞 2018年3月24日
3. ↑  「福岡県信組」発足、３信組が合併読売新聞 2018年12月18日
4. ↑  福岡財務支局長談話（福岡県中央信用組合、福岡県南部信用組合及びとびうめ信用組合の合併に関する基本合意について）（平成30年３月23日）福岡財務支局 2018年3月23日
5. ↑  “「小郡東支店」店舗統合のお知らせ”.   福岡県信用組合. 2023年10月8日閲覧。
6. ↑  “店舗統廃合のお知らせ”.   福岡県信用組合. 2023年10月8日閲覧。
7. ↑  “店舗統廃合のお知らせ”.   福岡県信用組合. 2023年10月8日閲覧。
8. ↑  “店舗統廃合のお知らせ”.   福岡県信用組合. 2023年10月8日閲覧。
9. ↑  “店舗統廃合のお知らせ”.   福岡県信用組合. 2023年10月8日閲覧。